# Kalamität
Der Begriff Kalamität wurde im 17. Jahrhundert aus dem lateinischen Ausdruck calamitas für Unglück, Schaden entlehnt, der wohl der indogermanischen Wurzel *kel (zu Holz) entstammt. Der Begriff wurde im Altertum allgemeiner für jegliches generelles „Übel“ verwendet.
Seit dem Dreißigjährigen Krieg beschreibt die deutsche Translation Kalamität entsprechend ein großes (besonders öffentliches) Unglück, einen Übelstand oder eine Notlage. Als Kalamitosen wurden von einer Kalamität Betroffene und Verunglückte bezeichnet.

## Waldkalamität
Als Waldkalamität werden im Besonderen in der Forstwirtschaft und der Forstwissenschaft Massenerkrankungen von Waldbeständen bezeichnet, welche zu großflächigen Ausfällen führen können und damit meist mit wirtschaftlichen Folgen für den Menschen verbunden sind. Insbesondere Monokulturen und Altersklassenwälder sind von Kalamitäten betroffen. Häufig werden diese durch Massenvermehrungen von Pflanzenfressern ausgelöst. In diesem Zusammenhang wird beispielsweise von Borkenkäfer-, Nonnen-, Kieferneulen- oder Schwammspinner-Kalamitäten gesprochen. Auch abiotische Schäden wie Sturmschäden, Trocknis, Großbrände oder Schneebruch werden als Kalamitäten bezeichnet.
Der Eintritt größerer Waldkalamitäten ist mit Störungen der planmäßigen Bewirtschaftung verbunden: Je nach Schadausmaß ist die bestands- oder betriebsweise Planung hinfällig. Bis zum Vorliegen neuer Nutzungsplanungen werden veränderte Hiebsätze verwendet. Die Bewältigung größerer Kalamitäten bedeutet meist auch große Herausforderungen hinsichtlich der Arbeitskräfteplanung, Logistik und Holzabsatzplanung; die Aufarbeitung von Kalamitätsholz (auch „Käferholz“) ist häufig mit besonderen Gefahren für die eingesetzten Waldarbeiter verbunden und erfordert die Einhaltung besonderer Vorschriften zur Unfallverhütung. Kalamitäten ziehen häufig Waldschutzrisiken nach sich, etwa durch Vermehrung von Schadorganismen im Kalamitätsjahr oder in den Folgejahren oder durch reduzierte physikalische Stabilität (Windanfälligkeit angerissener Waldbestände). Daher ist nach dem Auftreten von Kalamitäten ein Schwerpunkt auf die Reduzierung der Risiken von Folgekalamitäten zu legen.